# Мукомольная мельница

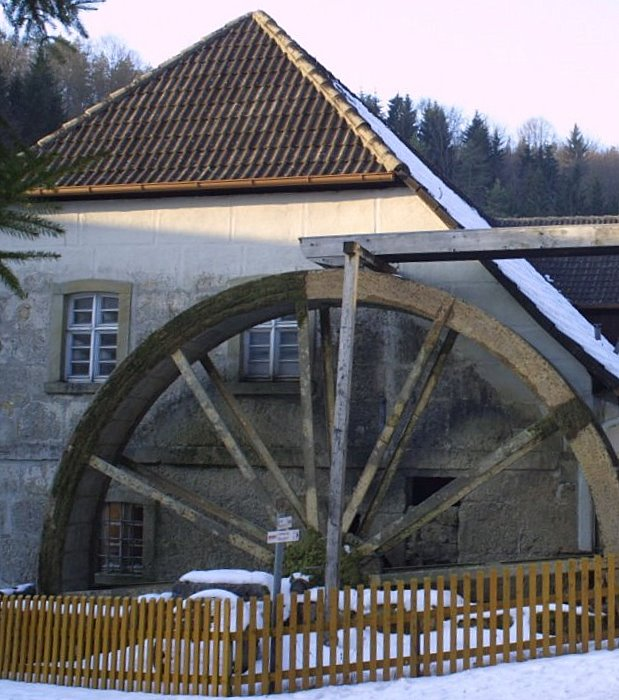
Водяная мельница с колесом диаметром 7,2 м (Германия)

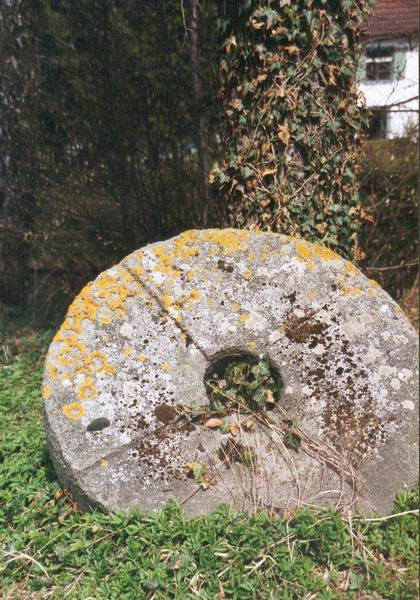
Жёрнов

Мельница мукомольная — предприятие, которое осуществляет переработку зерна на муку. Мукомольная техника прошла большой путь развития от примитивных орудий первобытного человека до современных механизированных мукомольных мельниц. Древнейшими орудиями размола зерна были зернотёрка и ступка, затем жёрнов (см. Жерновой постав), приводившиеся в движение вручную. С развитием техники начали использовать водяные колёса в водяных мельницах. В Средние века стали строить ветряные мельницы, размалывающим устройством которых продолжали оставаться жернова. С усовершенствованием их конструкции улучшалась и переработка зерна. Развитию и совершенствованию мукомольных мельниц значительно способствовало изобретение паровой машины. В начале XIX века появились мельницы с паровым двигателем.
В СССР к 1990 году был завершён переход на промышленное производство муки. Наиболее распространены были типовые комбинаты хлебопродуктов образца 1960-х годов, в состав которых входили: элеватор вместимостью 50–70 тыс. т; мельница производительностью 250–500т/сут; комбикормовый завод производительностью 315–500 т/сут. Муку перевозили по железной дороге бестарным способом в вагонах-муковозах от мельниц до хлебозаводов.

## Производственный процесс

### Доставка зерна
На современных мельницах приём зерна с автомобильного, железнодорожного и водного транспорта осуществляется механическими и пневматическими установками. Зерно размещается в элеваторе с учётом его типа (пшеница твёрдого сорта, пшеница мягкого сорта, рожь, овёс), качественных показателей (влажности, клейковины, стекловидности); также для зерна пшеницы идёт разделение по классам зерна (высший, первый, второй, третий, четвёртый, пятый класс, мелкое зерно). Зерно, заражённое хлебными вредителями, хранится отдельно.

### Подготовка зерна
Подготовка зерна к помолу производится в зерноочистительном отделении. Она включает: очистку зерновой массы от примесей с помощью сепараторов, триеров и магнитных аппаратов; очистку поверхности зерна сухим способом на обоечных машинах либо мокрым — в моечных машинах; кондиционирование зерна, то есть обработку его водой и теплом, и смешивание отдельно подготовленных к помолу типов зерна в помольную партию. Несмотря на то, что зерно всегда идёт разного качества с разных полей, мука должна быть строго определённого сорта. Это превращает смешивание помольной партии из зерна разных сортов в довольно сложную задачу. Дело в том, что мука слишком высокого качества (по некоторым показателям качества зерна) не подходит для изготовления некоторых видов выпечки и наоборот, попытка выпечь хлеб из муки низкого (по некоторым показателям) качества кончится не менее плачевно.

### Обработка зерна
В размольном отделении зерно при сортовых помолах проходит 3 основных операции: первичное дробление, так называемый драной процесс; обогащение полученных крупок; тонкое измельчение в муку обогащённых крупок. Зерно измельчают на вальцовых станках, с которыми сопряжённо работают просеивающие машины — рассевы, сортирующие продукты измельчения зерна по крупности и, в известной степени, по качеству. Из крупок после их обогащения и измельчения на группе вальцовых станков получается более мелкий продукт — дунст, который затем размалывается в муку. Такой метод размола обеспечивает возможность выделения из зерна максимального количества свободного от оболочек эндосперма в виде муки. Полученная мука в выбойном отделении машиной засыпается в мешки и автоматически взвешивается. В производственном процессе участвует до 30 типов различных машин, причём зерно на предприятии средней мощности проходит путь в 5 км с момента приёма в элеватор до выпуска в виде муки из выбойного отделения.

## Характеристики

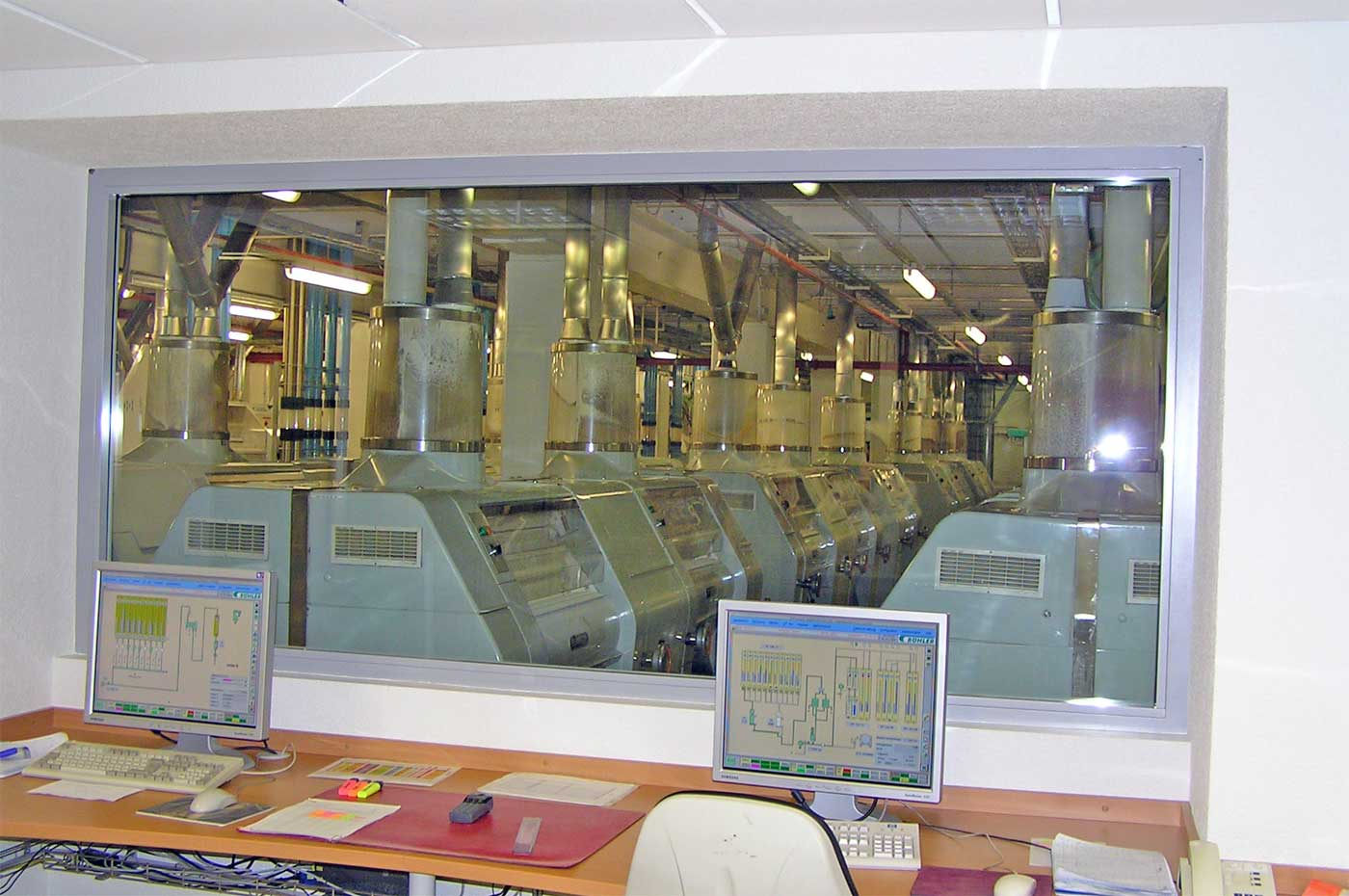

Современные мельницы характеризуются большой энерговооружённостью (на одного производственного рабочего приходится 8—10 кВт). Производственный процесс механизирован и непрерывен. Суммарный расход энергии на мукомольных мельницах достигает десятков миллионов кВт·ч в год; так, например, мельница, размалывающая в сортовую муку 800 тонн пшеницы в сутки, с элеватором ёмкостью в 100 тыс. т зерна и пневматической установкой для выгрузки зерна из барж расходует в год при нормальной работе около 25 млн кВт·ч энергии. Современные мельницы оборудованы полностью пневматическим транспортом для перемещения зерна и промежуточных продуктов. Классическая фигура мельника в обсыпанной мукой одежде ушла в прошлое. Это связано не только с желанием экономить муку и поддерживать чистоту. На первых промышленных мельницах при неудачном стечении обстоятельств мог произойти так называемый объёмный взрыв. На современных мельницах (несмотря на практически полное отсутствие мучной пыли в воздухе) используют оборудование только во взрывобезопасном исполнении.